# Folsomia candida
Folsomia candida is een springstaartensoort uit de familie van de Isotomidae. De wetenschappelijke naam van de soort is voor het eerst geldig gepubliceerd in 1902 door Victor Willem. De soort werd ontdekt in de Grot van Lorette-Rochefort.